# ドビー織

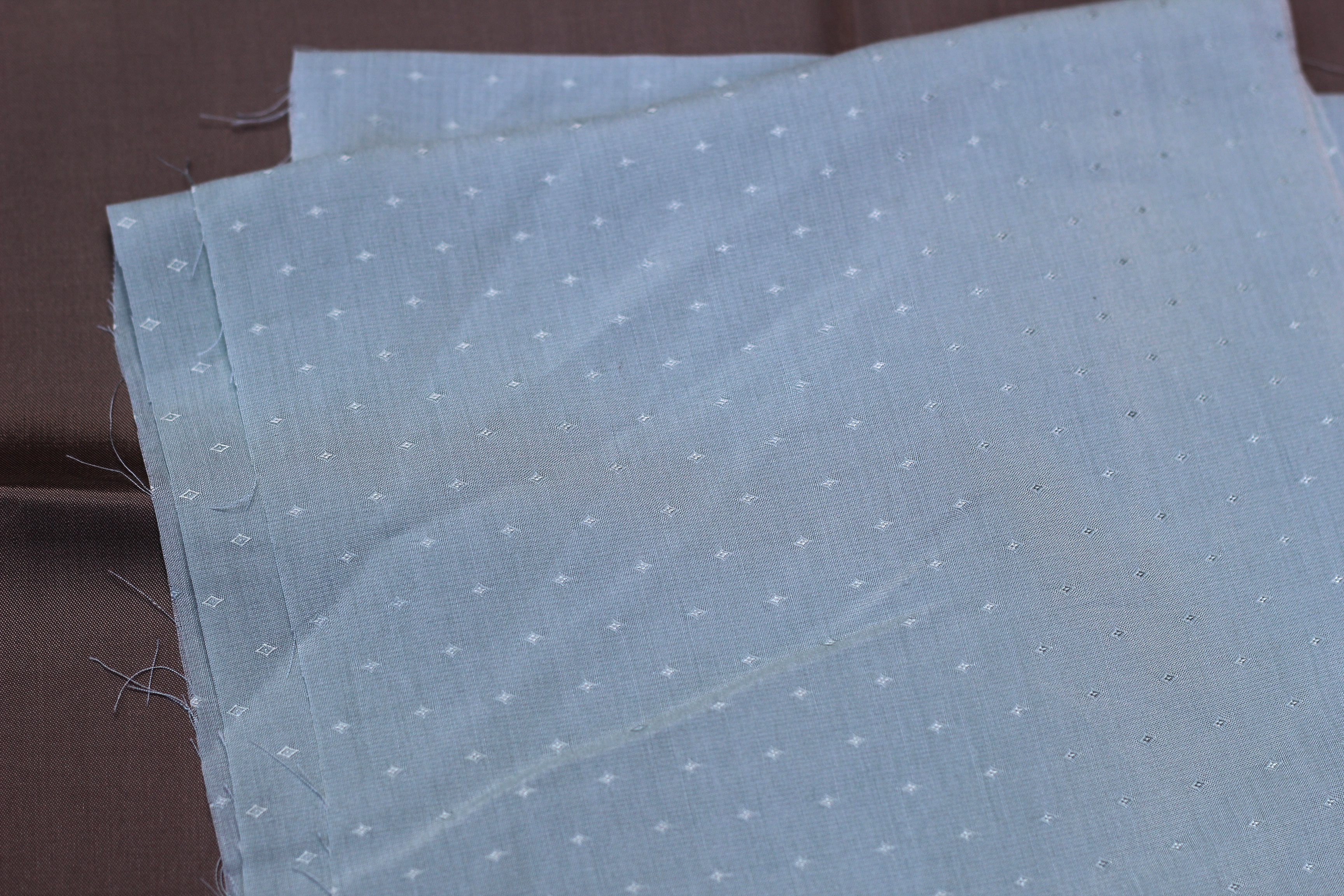
ドビー織

ドビー織（ドビーおり、英語: Dobby, dobbie）、とはドビー織機で作られた織物のことで、小さな幾何学模様と上質な生地の質感が特徴である。
ドビー織は通常、シンプルな幾何学模様の繰り返しが特徴である。
ポロシャツは通常ドビー織で作られる。ピケ織は、ドビー織の一種である。